# 道の駅花の里いいじま
道の駅花の里いいじま（みちのえき はなのさといいじま）は、長野県上伊那郡飯島町七久保にある長野県道15号飯島飯田線の道の駅である。

## 主な施設
- 駐車場
  - 普通車：108台
  - 大型車：7台
  - 身障者用 : 5台
- トイレ（いずれも24時間利用可能）
  - 男：大 3器、小 7器
  - 女：10器
  - 身障者用：1器
- 公衆電話
- 食堂（11:00 - 20:00（冬季は、19:00まで））
- 特産品販売所（9:00 - 18:30（冬季は、17:30まで））
- パン工房（10:00 - 18:00（冬季は、17:00まで））
- 観光案内所

## 休館日
- 無休（8 - 10月）
- 毎週火曜日（11 - 7月）
- 12月31日 - 1月4日

## アクセス
- 長野県道15号飯島飯田線 - 登録路線

## 周辺
- 千人塚公園
- 与田切渓谷
- 飯島陣屋
- 七久保駅
- 伊那本郷駅